# Scolopendrellidae
Scolopendrellidae  (лат.) — семейство многоножек из класса Симфилы.
Более 70 видов.
Мелкие многоножки (менее 4 мм) белого или желтоватого цвета с 12 парами ног. Лапки 5-члениковые. Глаз нет. На голове пара длинных нитевидных усиков и 3 пары ротовых органов (две мандибулы и четыре максиллы). Дыхательная система (трахеи) открывается 1 парой дыхалец на голове. У оснований ног 3-12-й пар имеются выпячивающиеся перепончатые мешочки, через стенки которых происходит всасывание воды. Первая пара ног вдвое меньше остальных. Интеркалярные сегменты туловища без ног находятся позади 4-го, 6-го, 8-го, 10-го и 12-го сегментов тела. Задние края тергитов латерально угловатые
.
Единственная находка семейства в ископаемом состоянии происходит из мелового бирманского янтаря.

## Систематика
Не менее 8 родов и более 70 видов.
- Geophilella Ribaut, 1913 — Parviapiciella Mas & Serr, 1993 — Pseudoscutigerella — Remysymphyla Aubry & Masson, 1953 — Ribautiella[8] — Scolopendrella Gervais, 1839 — Scolopendrellina — Scolopendrellopsis Bagnall, 1913[9] — Symphylella Silvestri, 1902[10] — Symphylellopsis Ribaut, 1931 (или как подрод в составе Scolopendrellopsis) — Sympyhlellina
- В Европе 6 родов: Geophilella (1 вид), Parviapiciella Mas & Serr 1993 (=Symphylellopsis, 1 вид), Remysymphyla Aubry & Masson 1953 (1 вид), Scolopendrella Gervais 1839 (1 вид), Scolopendrellopsis Bagnall 1913 (5 видов), Symphylella Silvestri 1902 (4 вида)[11].